# باول براون (لاعب كريكت)
باول براون (13 مايو 1965 في المملكة المتحدة - )  (بالإنجليزية: Paul Brown)‏ هو لاعب كريكت بريطاني. لعب مع Devon County Cricket Club ‏.

## وصلات خارجية
- باول براون على موقع إي آس بي آن كريك إنفو (الإنجليزية)